# Gunnerus-Bibliothek

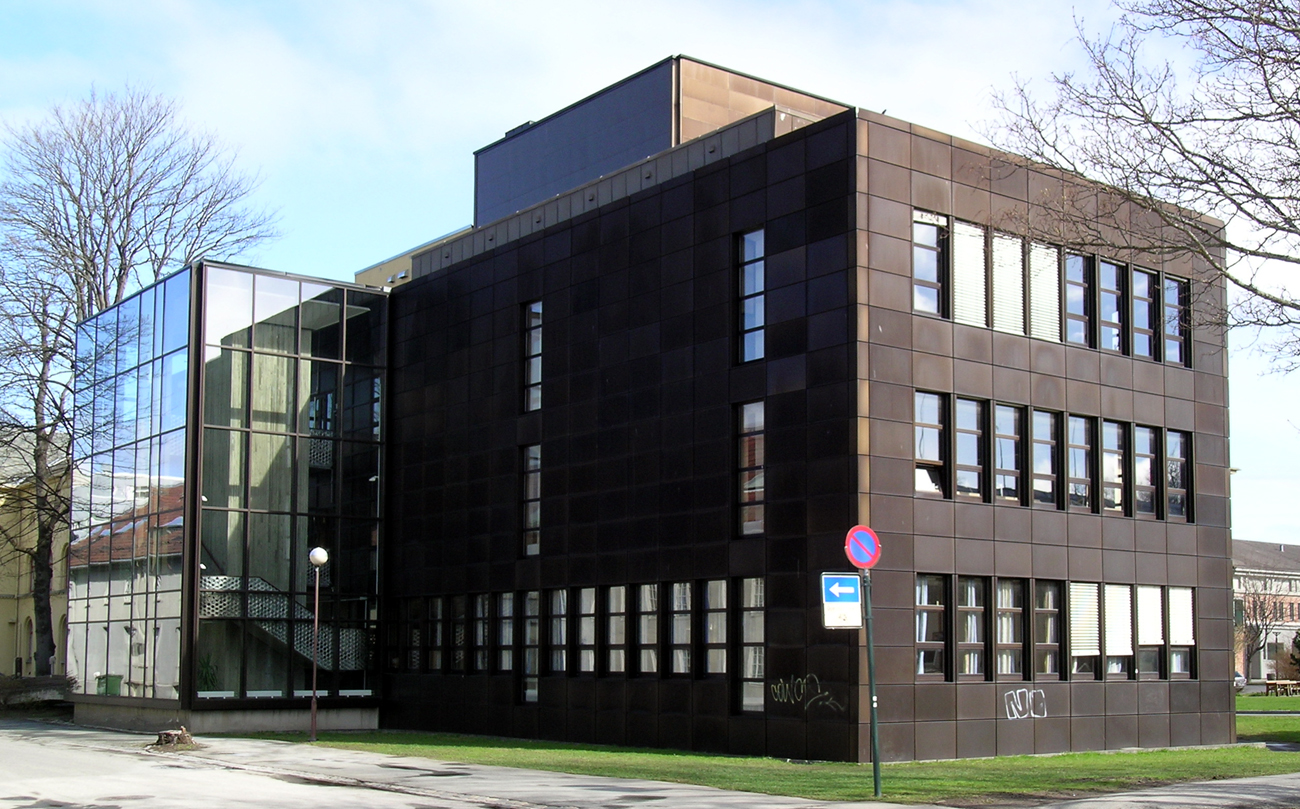
Der Neubau der Gunnerus Biblioteket aus dem Jahr 1974. Architekten: Anne og Einar Myklebust

Die Gunnerus-Bibliothek in Trondheim ist Norwegens älteste wissenschaftliche Bibliothek (Norwegisch: Gunnerusbiblioteket). Gegründet wurde sie 1768 als Bibliothek Der Königlich norwegischen Gesellschaft der Wissenschaften (DKNVS). Die Bibliothek ist benannt nach Bischof Johan Ernst Gunnerus.
Aufgrund ihrer bedeutenden historischen Bestände aus dem 18. Jahrhundert, ist die Gunnerus-Bibliothek eine der wichtigsten wissenschaftlichen Bibliotheken in Skandinavien. Die Gunnerus-Bibliothek, die Teil der NTNU-Universitätsbibliothek ist, hat ihren fachlichen Schwerpunkt in der Archäologie und in der Natur- und Kulturhistorie. Die Bibliothek hat des Weiteren einen großen Bestand an Genealogie sowie Lokalgeschichte, welche im öffentlich zugänglichen Bereich der Bibliothek aufgestellt ist und intensiv von Lokalhistorikern genutzt wird. Hauptsächlich wird die Bibliothek jedoch von Forschern und Studenten der NTNU besucht.
Die Gunnerus-Bibliothek befindet sich im Stadtteil Kalvskinnet. Dort ist sie räumlich sowohl in den Lokalen der DKNVS aus den Jahren 1866 sowie einem Anbau aus dem Jahre 1939 zu finden als auch in einem Anbau aus dem Jahre 1975. 
Die Sammlung der Bibliothek umfasst in der Abteilung Spezialsammlungen Fotografien, Karten und Handschriften. Im Bestand sind ebenfalls  die Fachgebiete des Museum für Naturgeschichte und Archäologie, Archäologie, Biologie, Zoologie und Geschichte vertreten, ebenso wie eine stattliche Buchsammlung aus dem 15. Jahrhundert und fortwährend. Zusätzliche besitzt die Bibliothek eine umfassende Buchsammlung die aus der norwegischen Pflichtexemplarabgabe und revidierter Materialien aus den letzten einhundert Jahren stammt.

## Geschichte

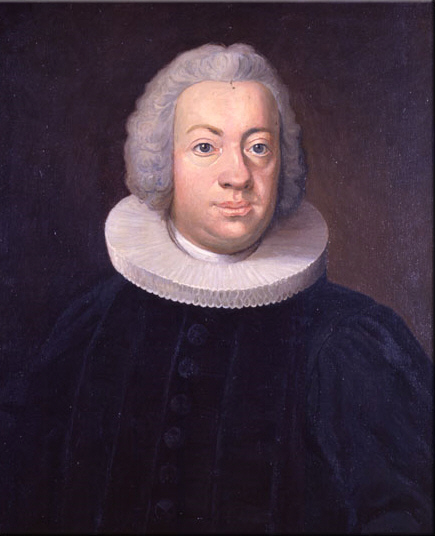
Johann Ernst Gunnerus

Als Gründungsjahr gilt das Jahr 1768. In diesem stellte Die Königlich norwegische Gesellschaft der Wissenschaften (DKNVS) Peter Daniel Baade als  Bibliothekar ein. Dieser sollte die Buchsammlung der DKNVS nach außen hin vermitteln. Baades Anstellung war nur von kurzer Dauer. Bereits einen Monat nach seiner Berufung wurde er als Gemeindepfarrer nach Sjælland in Dänemark gerufen. Aus diesem Grund wurde Johan Ernst Gunnerus, der Mitbegründer der Gesellschaft, zum Bibliothekar der Gesellschaft, eine Stellung, die er bis zu seinem Tod 1773 innehatte. Zu dieser Zeit befand sich die Bibliothek im Haus von  Gunnerus in der Dronningens gate. 
In den frühen Statuten der Gesellschaft war festgelegt, dass diejenigen, die zu Mitgliedern der Gesellschaft gewählt worden, entweder 10 Reichstaler für den Einkauf von Büchern bezahlen oder 2 Bücher, die denselben Wert haben, der Bibliothek übergeben mussten. Auf diese Weise wurde begonnen eine Buchsammlung aufzubauen. Auch testamentarische Nachlässe, wie etwa von Gerhard Schøning und Christopher Hammer, führten zum Ausbau des Bibliotheksbestandes. 
Zu Beginn war die Bibliothek eine Forschungsbibliothek für die Mitglieder der DKNVS, nach und nach jedoch konnte sie auch von Nichtmitgliedern genutzt werden. Bis zum Jahr 1874 wurde beim Bestandsaufbau auf allgemeinwissenschaftliche Literatur Wert gelegt, dies änderte sich jedoch nach einer Reform der Gesellschaft in diesem Jahr. Von da an konzentrierte sich die Sammlung auf Literatur aus den Bereichen Botanik, Zoologie, Archäologie und Geschichte.
Die Bibliotheksgeschichte ist nah mit dem Museum verbunden, dem heutigen Museum für Naturgeschichte und Archäologie. Beide wurden 1968 Teil der Universität in Trondheim. Die Gemeinschaftsbibliothek für Die Königlich norwegische Gesellschaft der Wissenschaften, dem Museum und der norwegischen Lehrerhochschule wurde im Jahr 1974 gegründet.
Als ein Teil der Pflichtexemplarregelung erhielt die Bibliothek 1939 das Requisitionsrecht für norwegische Drucke. Dieses Recht führte dazu, dass Die Königlich norwegische Gesellschaft der Wissenschaften in Trondheim und die Bibliothek des Bergen Museums das Recht hatten jeweils ein Exemplar von jedem Buch eines norwegischen Verlages einzufordern. Mit einem neuen Gesetz über die Pflichtabgabe im Jahr 1989, wurde selbige auf alle Universitätsbibliotheken ausgeweitet, darunter auch die Gunnerus-Bibliothek.
Von 2007 an werden nicht mehr alle Pflichtexemplare entgegengenommen. Diese werden nun an die verschiedenen Zweigbibliotheken der NTNU Universitätsbibliothek mit ihren spezifischen Fachgebieten verteilt.

## Name
Beginnend mit dem Jahr 1768 bekam die Bibliothek den Namen Die Bibliothek der Königlich norwegischen Gesellschaft der Wissenschaften. Im Jahr 1974 kam es zum Zusammenschluss der Gunnerus-Bibliothek und der Bibliothek der Norwegischen Lehrerhochschule. Diese erhielt den Namen Gemeinschaftsbibliothek für Die Königliche Gesellschaft der Wissenschaften, des Museums und der Norwegischen Lehrerhochschule. Im Jahr 1984 erhielt diese offiziell den Namen Universitätsbibliothek in Trondheim.
Als 1996 die Technisch-Naturwissenschaftliche Universität Norwegens gegründet wurde, wurde die Universitätsbibliothek im Januar 1997 ein Teil dieser. Die alte Bibliothek Der Königlich Norwegischen Gesellschaft der Wissenschaften wurde zu einer Sektionsbibliothek und erhielt den Namen Gunnerus-Bibliothek.

## Sammlungszuwachs
| Jahr | Zuwachs                  | Buchbestand |
| ---- | ------------------------ | ----------- |
| 1768 |                          | 500         |
| 1779 |                          | 2600        |
| 1781 | Schønings Sammlung 12000 |             |
| 1783 |                          | 15000       |
| 1801 | Hammers Sammlung 2000    | 23 000      |
| 1869 |                          | 31500       |
| 1902 | Boecks Sammlung 31500    |             |
| 1904 |                          | 162000      |
| 1929 |                          | 176000      |
| 1960 | NLHTs Sammlung 9000      |             |
| 1990 | Kleists Sammlung 1407    |             |
| 1993 |                          | ca. 1000000 |